# Móriczův dům (Segedín)
Móriczův dům (maďarsky Móricz-ház) je secesní památka, postavená v roce 1912. Nachází se na jižním rohu náměstí svatého Štěpána v maďarském Segedínu.
Budovu navrhl v letech 1910–1912 maďarský architekt Ferenc Raichle na objednávku Józsefa Móricze, poštovního úředníka v Segedíně. Dům vznikl s ohledem na potřeby tehdejšího měšťana. Jeho průčelí zahrnuje řadu dekorativních prvků a interiér domu potom dpolňují secesní nástěnné malby. Budova byla zpočátku osvětlena plynovými lampami a vytápěna kachlovými kamny. Kromě velkých měšťanských bytů se zde nacházely i menší pokoje pro služebnictvo. I zde měl být zpočátku umístěn výtah ten však nebyl dokončen po celá desetiletí.
Během nedostatku bytů po druhé světové válce úřady znárodnily byty vyšší střední třídy a přeměnily je na malometrážní nájemní bydlení. Během poválečné rychlé opravy, kdy byla vnější výzdoba pokryta omítkou, získala budova zcela jinou podobu. Postupně během desetiletí byla odstraněna vnitřní výmalba a demontováno kované zábradlí. V 90. letech 20. století se stav i vzhled budovy zhoršily. V roce 2007 město Segedín prodalo dům za 126 milionů forintů společnosti, která provedla její kompletní rekonstrukci.